# Gran Premio motociclistico di Catalogna 2005
Il Gran Premio motociclistico di Catalogna 2005 è stato il sesto Gran Premio della stagione 2005 del motomondiale e ha visto vincere: la Yamaha di Valentino Rossi in MotoGP, Daniel Pedrosa nella classe 250 e Mattia Pasini nella classe 125.

## MotoGP

### Arrivati al traguardo
| Pos. | Nº | Pilota           | Squadra          | Motocicletta       | Giri | Tempo     | Griglia | Punti |
| ---- | -- | ---------------- | ---------------- | ------------------ | ---- | --------- | ------- | ----- |
| 1º   | 46 | Valentino Rossi  | Gauloises Yamaha | Yamaha YZR-M1      | 25   | 43:16.487 | 3       | 25    |
| 2º   | 15 | Sete Gibernau    | Movistar Honda   | Honda RC211V       | 25   | +1.094    | 1       | 20    |
| 3º   | 33 | Marco Melandri   | Movistar Honda   | Honda RC211V       | 25   | +7.810    | 2       | 16    |
| 4º   | 4  | Alex Barros      | Camel Honda      | Honda RC211V       | 25   | +8.204    | 9       | 13    |
| 5º   | 69 | Nicky Hayden     | Repsol Honda     | Honda RC211V       | 25   | +8.273    | 5       | 11    |
| 6º   | 3  | Max Biaggi       | Repsol Honda     | Honda RC211V       | 25   | +12.051   | 4       | 10    |
| 7º   | 5  | Colin Edwards    | Gauloises Yamaha | Yamaha YZR-M1      | 25   | +18.762   | 7       | 9     |
| 8º   | 12 | Troy Bayliss     | Camel Honda      | Honda RC211V       | 25   | +42.631   | 15      | 8     |
| 9º   | 56 | Shin'ya Nakano   | Kawasaki Racing  | Kawasaki ZX-RR     | 25   | +46.638   | 12      | 7     |
| 10º  | 11 | Rubén Xaus       | Fortuna Yamaha   | Yamaha YZR-M1      | 25   | +46.692   | 16      | 6     |
| 11º  | 7  | Carlos Checa     | Ducati Marlboro  | Ducati Desmosedici | 25   | +1:00.357 | 8       | 5     |
| 12º  | 65 | Loris Capirossi  | Ducati Marlboro  | Ducati Desmosedici | 25   | +1:03.864 | 6       | 4     |
| 13º  | 94 | David Checa      | Fortuna Yamaha   | Yamaha YZR-M1      | 25   | +1:03.985 | 18      | 3     |
| 14º  | 44 | Roberto Rolfo    | D’Antin Pramac   | Ducati Desmosedici | 25   | +1:10.258 | 17      | 2     |
| 15º  | 10 | Kenny Roberts Jr | Suzuki MotoGP    | Suzuki GSV-R       | 25   | +1:23.731 | 13      | 1     |
| 16º  | 67 | Shane Byrne      | Team Roberts     | Proton KR5         | 25   | +1:34.624 | 19      |       |
| 17º  | 66 | Alex Hofmann     | Kawasaki Racing  | Kawasaki ZX-RR     | 24   | +1 giro   | 14      |       |
| 18º  | 77 | James Ellison    | Blata WCM        | Blata              | 24   | +1 giro   | 20      |       |
| 19º  | 27 | Franco Battaini  | Blata WCM        | Blata              | 24   | +1 giro   | 21      |       |

### Ritirati
| Nº | Pilota        | Squadra              | Motocicletta | Giri | Griglia |
| -- | ------------- | -------------------- | ------------ | ---- | ------- |
| 21 | John Hopkins  | Suzuki MotoGP        | Suzuki GSV-R | 16   | 11      |
| 6  | Makoto Tamada | Konica Minolta Honda | Honda RC211V | 5    | 10      |

## Classe 250

### Arrivati al traguardo
| Pos. | Nº | Pilota            | Squadra                     | Motocicletta | Giri | Tempo     | Griglia | Punti |
| ---- | -- | ----------------- | --------------------------- | ------------ | ---- | --------- | ------- | ----- |
| 1º   | 1  | Daniel Pedrosa    | Telefonica Movistar Honda   | Honda        | 23   | 41:29.428 | 1       | 25    |
| 2º   | 27 | Casey Stoner      | Carrera Sunglasses - LCR    | Aprilia      | 23   | +5.637    | 8       | 20    |
| 3º   | 34 | Andrea Dovizioso  | Team Scot                   | Honda        | 23   | +10.597   | 9       | 16    |
| 4º   | 73 | Hiroshi Aoyama    | Telefonica Movistar Honda   | Honda        | 23   | +17.638   | 5       | 13    |
| 5º   | 24 | Simone Corsi      | MS Aprilia Italia Corse     | Aprilia      | 23   | +19.499   | 10      | 11    |
| 6º   | 7  | Randy de Puniet   | Aprilia Aspar               | Aprilia      | 23   | +33.235   | 4       | 10    |
| 7º   | 55 | Yūki Takahashi    | Team Scot                   | Honda        | 23   | +37.408   | 12      | 9     |
| 8º   | 50 | Sylvain Guintoli  | Equipe GP de France - Scrab | Aprilia      | 23   | +37.530   | 11      | 8     |
| 9º   | 32 | Mirko Giansanti   | Matteoni Racing             | Aprilia      | 23   | +42.814   | 16      | 7     |
| 10º  | 25 | Alex Baldolini    | Campetella Racing           | Aprilia      | 23   | +43.611   | 19      | 6     |
| 11º  | 6  | Alex Debón        | Wurth Honda BQR             | Honda        | 23   | +43.891   | 18      | 5     |
| 12º  | 15 | Roberto Locatelli | Carrera Sunglasses - LCR    | Aprilia      | 23   | +45.800   | 22      | 4     |
| 13º  | 63 | Erwan Nigon       | Kiefer-Bos-Castrol Honda    | Honda        | 23   | +58.190   | 20      | 3     |
| 14º  | 9  | Hugo Marchand     | Campetella Racing           | Aprilia      | 23   | +1:04.356 | 21      | 2     |
| 15º  | 38 | Grégory Leblanc   | Equipe GP de France - Scrab | Aprilia      | 23   | +1:04.399 | 23      | 1     |
| 16º  | 80 | Héctor Barberá    | Fortuna Honda               | Honda        | 23   | +1:19.129 | 7       |       |
| 17º  | 36 | Martín Cárdenas   | Aprilia Germany             | Aprilia      | 23   | +1:20.909 | 25      |       |
| 18º  | 18 | Frederik Watz     | Yamaha Kurz                 | Yamaha       | 23   | +1:35.685 | 27      |       |
| 19º  | 17 | Steve Jenkner     | Nocable.it Race             | Aprilia      | 22   | +1 giro   | 14      |       |
| 20º  | 12 | Gábor Rizmayer    | Yamaha Kurz                 | Yamaha       | 22   | +1 giro   | 28      |       |
| 21º  | 20 | Gabriele Ferro    | Scuderia Fantic Motor GP    | Fantic       | 22   | +1 giro   | 29      |       |

### Ritirati
| Nº | Pilota           | Squadra                  | Motocicletta | Giri | Griglia |
| -- | ---------------- | ------------------------ | ------------ | ---- | ------- |
| 57 | Chaz Davies      | Aprilia Germany          | Aprilia      | 20   | 15      |
| 5  | Alex De Angelis  | MS Aprilia Italia Corse  | Aprilia      | 10   | 6       |
| 48 | Jorge Lorenzo    | Fortuna Honda            | Honda        | 10   | 2       |
| 8  | Andrea Ballerini | Abruzzo Racing           | Aprilia      | 6    | 17      |
| 96 | Jakub Smrž       | Arie Molenaar Racing     | Honda        | 5    | 13      |
| 21 | Arnaud Vincent   | Scuderia Fantic Motor GP | Fantic       | 2    | 24      |
| 19 | Sebastián Porto  | Aprilia Aspar            | Aprilia      | 1    | 3       |

### Non partito
| Nº | Pilota       | Squadra         | Motocicletta | Griglia |
| -- | ------------ | --------------- | ------------ | ------- |
| 64 | Radomil Rous | Wurth Honda BQR | Honda        | 26      |

## Classe 125

### Arrivati al traguardo
| Pos. | Nº | Pilota             | Squadra                       | Motocicletta | Giri | Tempo     | Griglia | Punti |
| ---- | -- | ------------------ | ----------------------------- | ------------ | ---- | --------- | ------- | ----- |
| 1º   | 75 | Mattia Pasini      | Totti Top Sport - NGS         | Aprilia      | 22   | 41:15.125 | 2       | 25    |
| 2º   | 58 | Marco Simoncelli   | Nocable.it Race               | Aprilia      | 22   | +9.034    | 3       | 20    |
| 3º   | 36 | Mika Kallio        | Red Bull KTM                  | KTM          | 22   | +12.408   | 1       | 16    |
| 4º   | 14 | Gábor Talmácsi     | Red Bull KTM                  | KTM          | 22   | +18.256   | 6       | 13    |
| 5º   | 71 | Tomoyoshi Koyama   | Ajo Motorsport                | Honda        | 22   | +18.440   | 12      | 11    |
| 6º   | 54 | Manuel Poggiali    | Metis Racing                  | Gilera       | 22   | +18.544   | 9       | 10    |
| 7º   | 12 | Thomas Lüthi       | Elit Grand Prix               | Honda        | 22   | +21.460   | 10      | 9     |
| 8º   | 60 | Julián Simón       | Red Bull KTM                  | KTM          | 22   | +21.566   | 13      | 8     |
| 9º   | 8  | Lorenzo Zanetti    | Skilled I.S.P.A. Racing       | Aprilia      | 22   | +29.029   | 4       | 7     |
| 10º  | 32 | Fabrizio Lai       | Kopron Racing World           | Honda        | 22   | +29.471   | 8       | 6     |
| 11º  | 29 | Andrea Iannone     | Abruzzo Racing                | Aprilia      | 22   | +30.483   | 17      | 5     |
| 12º  | 76 | Michael Ranseder   | Red Bull ADAC KTM Juniors     | KTM          | 22   | +35.214   | 21      | 4     |
| 13º  | 33 | Sergio Gadea       | Master Aspar                  | Aprilia      | 22   | +38.639   | 15      | 3     |
| 14º  | 19 | Álvaro Bautista    | Seedorf RC3 - Tiempo Holidays | Honda        | 22   | +39.559   | 16      | 2     |
| 15º  | 41 | Aleix Espargaró    | Seedorf RC3 - Tiempo Holidays | Honda        | 22   | +44.218   | 24      | 1     |
| 16º  | 63 | Mike Di Meglio     | Kopron Racing World           | Honda        | 22   | +44.228   | 18      |       |
| 17º  | 25 | Dario Giuseppetti  | AB Cardion Blauer USA         | Aprilia      | 22   | +50.251   | 22      |       |
| 18º  | 10 | Federico Sandi     | Angaia Racing                 | Honda        | 22   | +51.219   | 34      |       |
| 19º  | 86 | Mateo Túnez        | MVA Aspar                     | Aprilia      | 22   | +51.227   | 23      |       |
| 20º  | 47 | Ángel Rodríguez    | LG Mobile Galicia             | Honda        | 22   | +55.449   | 32      |       |
| 21º  | 9  | Toshihisa Kuzuhara | Angaia Racing                 | Honda        | 22   | +55.469   | 5       |       |
| 22º  | 35 | Raffaele De Rosa   | Matteoni Racing               | Aprilia      | 22   | +55.504   | 25      |       |
| 23º  | 11 | Sandro Cortese     | Kiefer-Bos-Castrol Honda      | Honda        | 22   | +1:01.121 | 31      |       |
| 24º  | 49 | Daniel Sáez        | 3C Racing Junior              | Aprilia      | 22   | +1:01.933 | 38      |       |
| 25º  | 16 | Raymond Schouten   | Arie Molenaar Racing          | Honda        | 22   | +1:02.622 | 26      |       |
| 26º  | 43 | Manuel Hernández   | Totti Top Sport - NGS         | Aprilia      | 22   | +1:04.894 | 19      |       |
| 27º  | 28 | Jordi Carchano     | MVA Aspar                     | Aprilia      | 22   | +1:10.672 | 29      |       |
| 28º  | 42 | Gioele Pellino     | Malaguti Reparto Corse        | Malaguti     | 22   | +1:15.210 | 30      |       |
| 29º  | 78 | Hugo van den Berg  | Varenhof Racing               | Aprilia      | 22   | +1:47.881 | 39      |       |

### Ritirati
| Nº | Pilota            | Squadra                    | Motocicletta | Giri | Griglia |
| -- | ----------------- | -------------------------- | ------------ | ---- | ------- |
| 44 | Karel Abraham     | AB Cardion Blauer USA      | Aprilia      | 21   | 41      |
| 45 | Imre Tóth         | Road Racing Team Hungary   | Aprilia      | 15   | 40      |
| 7  | Alexis Masbou     | Ajo Motorsport             | Honda        | 11   | 20      |
| 55 | Héctor Faubel     | Master Aspar               | Aprilia      | 10   | 7       |
| 52 | Lukáš Pešek       | Metis Racing               | Derbi        | 4    | 14      |
| 26 | Vincent Braillard | Road Racing Team Hungary   | Aprilia      | 2    | 35      |
| 77 | Stefan Bradl      | Red Bull ADAC KTM Juniors  | KTM          | 2    | 33      |
| 22 | Pablo Nieto       | Caja Madrid - Derbi Racing | Derbi        | 1    | 11      |
| 51 | Enrique Jerez     | Stop & Go                  | Derbi        | 1    | 37      |
| 15 | Michele Pirro     | Malaguti Reparto Corse     | Malaguti     | 0    | 36      |
| 18 | Nicolás Terol     | Caja Madrid - Derbi Racing | Derbi        | 0    | 28      |
| 6  | Joan Olivé        | Nocable.it Race            | Aprilia      | 0    | 27      |